# Милија Мрдак
Милија Мрдак (26. октобар 1991, Краљево) је српски одбојкаш, тренутно члан београдског Партизана. Игра на позицији коректора и носи број 9. Повремени је члан одбојкашке репрезентације Србије, где такође игра на позицији коректора. Каријеру је започео у родном Краљеву наступајући за Рибницу, а још је играо у Војводини (освојио куп Србије 2012.) и италијанском Сидигасу из Атрипалде. У лето 2013. године је појачао Партизан где и данас успешно наступа.

## Клупски успеси

### Војводина
- Куп Србије (1) : 2011/12.

### Бенфика
- Куп Португалије (1) : 2017/18.

### Амрисвил Волеј
- Првенство Швајцарске (1) : 2021/22.
- Куп Швајцарске (1) : 2021/22.

### Партизан
- Првенство Србије (1) : 2022/23.
- Куп Србије (1) : 2022/23.
- Суперкуп Србије (1) : 2022.